# Párizsi békeszerződés (1783)
A párizsi békeszerződést Párizsban írták alá az Egyesült Államok és III. György brit király képviselői, 1783. szeptember 3-án. A megállapodás hivatalosan véget vetett az amerikai függetlenségi háborúnak és az általános konfliktusnak a két ország között. Ez a békeszerződés állapította meg a határokat Brit-Észak-Amerika (később Kanada) és az Egyesült Államok között, ezt a rendelkezést a britek „rendkívülien nagylelkűnek” tartották.
A szerződések, melyek békét hoztak az Egyesült Államok támogatói és az Egyesült Királyság között, párizsi béke néven ismertek. 
A békeszerződés pontjai közül napjainkra csak az első maradt hatályban.

## Pontok
Preambulum: kijelenti, hogy mindkét fél célja, hogy „elfelejtse múltbéli félreértéseit és különbségeit” és „örökös békét és harmóniát biztosítson.”
1. Britannia elismeri az Egyesült Államokat (New Hampshire, Massachusetts Bay, Rhode Island and Providence Plantations, Connecticut, New York, New Jersey, Pennsylvania, Delaware, Maryland, Virginia, Észak-Karolina, Dél-Karolina, és Georgia), mint szabad, szuverén és független államok és, hogy a Brit Korona és annak utódjai feladják igényüket a kormányra, a tulajdonára és területi jogaira, és így annak egészére,
2. Az Egyesült Államok határainak felállítása, beleértve, de nem csak az Egyesült Államok és az Egyesült Királyság között, a Mississippi folyótól a déli gyarmatokig. Britannia feladja korábban tulajdonolt földjeit,
3. Az Egyesült Államok halászai halászati jogot kapnak a Grand Banks területén, Új-Fundland partjai mentén és a Szent Lőrinc-öbölben,
4. A törvényesen létrehozott és létező adósságok elismerése és kifizetése a hitelezőknek mindkét oldalon,
5. A Konföderáció Kongresszusa „komolyan fogja javasolni” állami törvényhozásoknak, hogy elismerjék az elkobzott földek jogos tulajdonosait és „biztosítsák az összes vagyon és birtok kártérítését, jogok visszaállítását, amiket a brit állampolgároktól (lojalisták) elkoboztak,”
6. Az Egyesült Államok megakadályozza a lojalisták vagyonának jövőbeli elkobzását,
7. Mindkét oldal elengedi hadifoglyait. Minden brit vagyon, ami az Egyesült Államokban van, ott is marad,
8. Nagy-Britannia és az Egyesült Államok is kap állandó hozzáférést a Mississippi folyóhoz,
9. Területek, amiket bármely fél a békeszerződés után szerez meg, vissza lesz juttatva ellensúlyozás nélkül,
10. A békeszerződés ratifikációja az aláírást követően hat hónapon belül megtörténik.

Záró rendelkezés: „Elkészülve Párizsban, ezen harmadik napján szeptembernek, az Úr ezerhétszáznyolcvanharmadik évében.”

## Elsődleges források
- Franklin, Benjamin. The Papers of Benjamin Franklin: January 21 Through May 15, 1783 (Vol. 39. Yale University Press, 2009)
- Franklin, Benjamin. The Writings of Benjamin Franklin. The Macmillan company, 108. o. (1906)